# Leslie McFarlane
Charles Leslie McFarlane (25 oktober 1902 – 6 september 1977),  ook bekend onder het pseudoniem Franklin W. Dixon, was een Canadese journalist, kinderboekenschrijver, scenarioschrijver en filmmaker. Hij is vooral beroemd omdat hij vele van de eerste boeken in de Hardy's-serie als ghostwriter schreef. 

## Biografie
McFarlane groeide op in het Canadese stadje Haileybury. Als jonge man werkte hij in Sudbury als verslaggever bij een krant, vervolgens bij een weekblad in Toronto, en daarna bij de Springfield Republican in Springfield in de Amerikaanse staat Massachusetts.
Hij reageerde op een advertentie van de Stratemeyer Syndicate en werkte in 1926 en 1927 als freelancer mee onder het pseudoniem Roy Rockwood, waarmee hij zeven delen schreef van de Dave Fearless-detectiveserie. 
Daarna raakte hij betrokken bij de Hardy Boys, een project waaraan hij een grote bijdrage leverde. Tussen 1927 en 1946 schreef hij 19 van de eerste 25 boeken, in totaal 21 delen. Ook schreef hij boeken voor verschillende andere jeugdreeksen, publiceerde in pulpbladen, novelles en romans gedurende zijn vijftigjarige carrière. Op een bepaald moment schreef hij zes romans in één jaar. Tijdens de Grote Depressie verdiende McFarlane soms slechts 85 dollar per boek. 
McFarlane schreef ook de eerste vier delen van de Dana Girls-serie voor de Stratemeyer Syndicate onder het pseudoniem Carolyn Keene, dat de Syndicate ook gebruikte voor de Nancy Drew-boeken. 
Terwijl hij nog steeds voor de Stratemeyer Syndicate schreef, keerde McFarlane terug naar Canada om te werken voor de National Film Board of Canada. Daar schreef en regisseerde hij documentaires en korte drama’s, waaronder de documentaire Royal Journey uit 1951 en Here's Hockey, een documentaire uit 1953 over ijshockey. Hij werkte ook mee aan de documentaire Herring Hunt, die werd genomineerd voor een Academy Award voor beste korte film. 